# Уррака (королева Кастилии)
Уррака Кастильская (исп. Urraca de Castilla, 24 июня 1081 — 8 марта 1126) — королева Кастилии и Леона с 1109 года. Дочь Альфонсо VI Кастильского и Констанции Бургундской. Использовала титулы Императрица всей Галисии и Императрица всей Испании.

## Биография

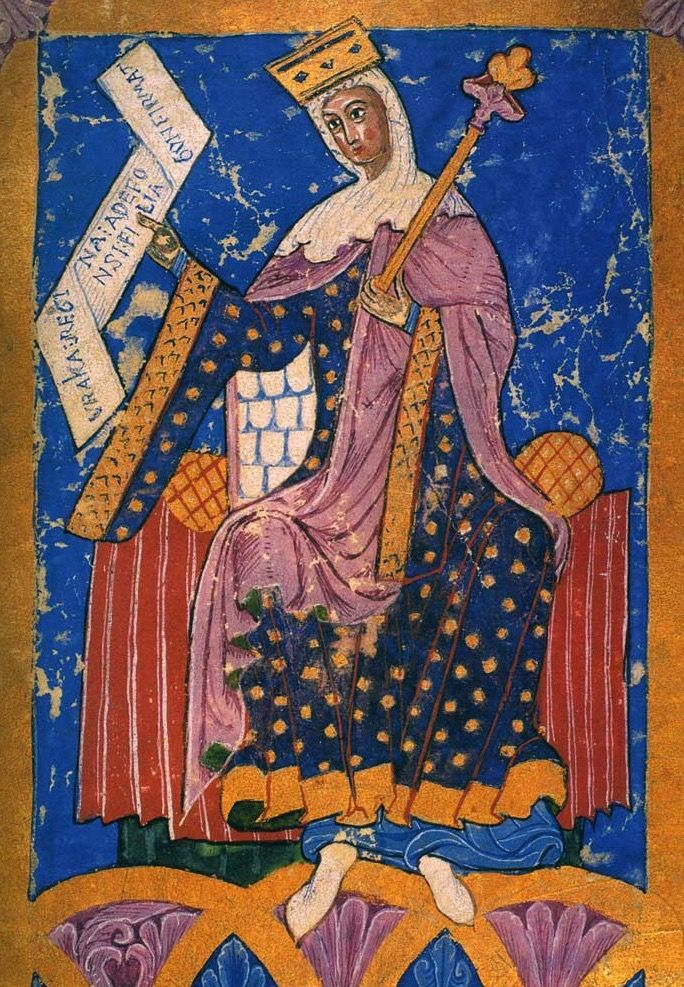
Королева Уррака осуществляет контроль над судом. Кафедральный собор Сантьяго

Уррака родилась 24 июня 1081 года. В 1089 году в возрасте восьми лет она была обручена с племянником герцога Эда Бургундского — Раймундом Бургундским, который оказывал военную помощь Альфонсо VI и сражался на его стороне с Альморавидами в битве при Заллаке. В 1107 году, после провозглашения наследником короля его внебрачного сына Санчо (род. в 1093 году), Уррака утратила право на наследование трона. В 1095 году после заключения брака между незаконной дочерью короля Терезой Леонской и Энрико Бургундским, Галисия была разделена королём на два графства: Галисию и Португалию. Уррака и Раймунд являлись правителями графства Галисия. В 1107 году Раймунд Бургундский умер.
В 1108 году, получив известие о том, что её отец при смерти, Уррака отправилась в Толедо. Там Альфонсо VI, потерявший 29 мая 1108 года своего единственного сына и наследника Санчо в битве при Уклесе, провозгласил Урраку своей преемницей на троне Кастилии и Леона. Не желая, чтобы в руках женщины оказалась единоличная власть, умирающий король и кастильская знать настояли на том, чтобы Уррака вышла замуж за своего троюродного брата — Альфонсо I Воителя, короля Арагона и Наварры. 30 июня 1109 года Альфонсо VI скончался, и Уррака в возрасте двадцати семи лет стала королевой.
Выполняя волю отца, она отвезла останки покойного в Леон, где похоронила Альфонсо VI рядом с Констанцией Бургундской в монастыре Санта-Крус. 1 октября того же года Уррака приехала в Бургос, где вышла замуж за Альфонсо I Воителя. Супруги заключили брачный договор, согласно которому их объединённые владения должен унаследовать их будущий сын. Этот договор лишал права наследования Альфонсо, сына Урраки от Раймунда Бургундского, и потому вызвал недовольство у знати Галисии.
В 1110 году папа Пасхалий II под угрозой отлучения от церкви расторг брак Урраки и Альфонсо из-за близкого родства — оба супруга были правнуками Санчо III Наваррского. Папа уже грозил Урраке отлучением от церкви, когда она была выдана за Раймунда Бургундского, но тогда он смилостивился и отменил своё решение.

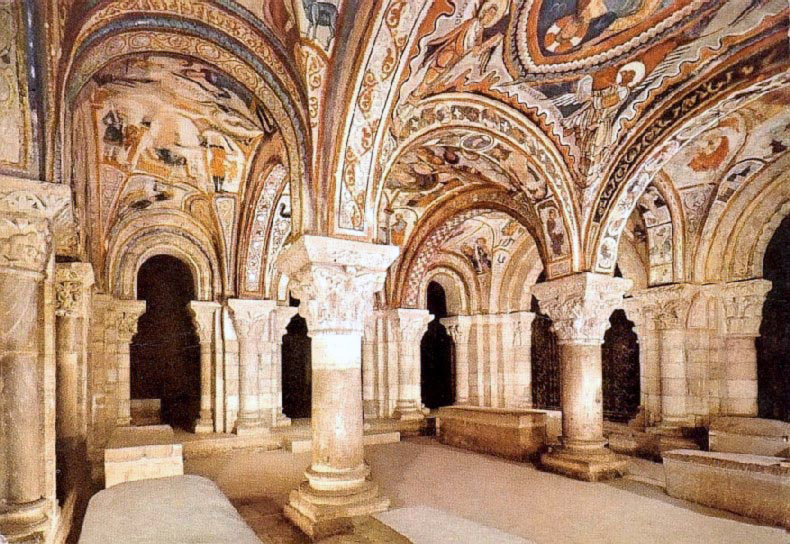
Королевский пантеон Леона в базилике Сан-Исидоро, где похоронена Уррака Кастильская

В начале 1126 года Уррака в сопровождении дочери Санчи прибыла в Салданью, где здоровье её ухудшилось, и 8 марта в возрасте сорока пяти лет умерла — по словам недоброжелателей, рожая третьего бастарда от графа де Лара. Уррака Кастильская похоронена в монастыре Сан-Исидоро в Леоне.

## Браки и дети
1-й муж: с 1090 года Раймунд Бургундский (ок.1059—1107), граф Амеруа, граф Галисии и Коимбры с 1089. От этого брака родилось двое детей:
- Санча (1095 — ?)
- Альфонсо VII Император (1105—1157), преемник Урраки на королевском престоле.

20 сентября 1107 года Раймунд Бургундский умер от дизентерии, и в октябре 1109 года Уррака вышла замуж вторично за Альфонсо I Воителя, от которого не имела детей.
Также Уррака имела любовные отношения с графом Педро Гонсалесом де Ларой. От этой связи родилось двое внебрачных детей.
- Фернандо Пе́рес
- Эльвира Пе́рес

| Династия Хименес           |                                     |                       |
| Предшественник Альфонсо VI | Королева Кастилии и Леона 1109—1126 | Преемник Альфонсо VII |